# مارك ليزلي
مارك ليزلي (بالإنجليزية: Mark Leslie)‏ (20 أغسطس 1978 ببونتا جوردا في بليز - ) هو لاعب كرة قدم بليزي في مركز الوسط. شارك مع منتخب بليز لكرة القدم. أما مع النوادي، فقد لعب مع نجوم الشمال الشرقي وFC Belize ‏ وMa Pau Stars S.C. ‏ وBelmopan Blaze FC ‏ وKulture Yabra FC ‏ وSan Pedro Seahawks ‏.

## وصلات خارجية
- مارك ليزلي على موقع قاعدة بيانات كرة القدم.إي يو (الإنجليزية)
- مارك ليزلي على موقع ناشيونال فوتبول تيمز (الإنجليزية)